# Gymnasium Bruckmühl
Das Gymnasium Bruckmühl ist ein staatliches Gymnasium mit naturwissenschaftlich-technologischem und sprachlichem Zweig im oberbayerischen Markt Bruckmühl (Landkreis Rosenheim).

## Geschichte
Bereits 1998 wurde die Elterninitiative pro Gymnasium e. V. gegründet, die sich für den Bau des neuen Gymnasiums eingesetzt hat. Im Jahre 2003 wurde der Verein in Förderverein Gymnasium Bruckmühl e. V. umbenannt.
Das Schulgebäude entstand ab August 2001.
Die Schule wurde am 12. September 2003 eingeweiht. Seit 2014 wird die Mensa durch einen Verein betrieben.
Im Schuljahr 2023/24 besuchten rund 760 Schülerinnen und Schüler das Gymnasium.

## Schulprofil
Das Gymnasium Bruckmühl bietet zwei Ausbildungsrichtungen:
- Naturwissenschaftlich-technologisches Gymnasium
- Sprachliches Gymnasium

Als erste Fremdsprache wird Englisch ab Jahrgangsstufe 5 unterrichtet. Ab Jahrgangsstufe 6 wählen die Schüler zwischen Latein und Französisch. Im sprachlichen Zweig wird die jeweils andere Sprache als dritte Fremdsprache ab Jahrgangsstufe 8 eingeführt.
Die Schule bietet ein offenes Ganztagskonzept mit Nachmittagsbetreuung bis etwa 16 Uhr.

## Ausstattung
Die Schule verfügt über moderne Fachräume für Naturwissenschaften, Musik, Kunst, Informatik und Sport. Eine Schulbibliothek sowie digitale Medienausstattung (u. a. iPads, Beamer und Desktop-Computer) unterstützen den Unterricht.

## Projekte und Auszeichnungen
- Wiederholte Auszeichnung als Umweltschule in Europa[11][12]
- Die Schule ist seit dem 15. Juni 2023 zertifiziert als Schule ohne Rassismus – Schule mit Courage, Pate ist Eisi Gulp[13]
- Teilnahme an Wettbewerben wie Jugend forscht, der Physik-, Biologie- und Chemie-Olympiade, dem Känguru der Mathematik sowie dem Informatik-Biber
- Austauschprogramme mit Partnerschulen in Irland, Belgien, Polen[14] und auf Guernsey
- Autorenlesungen und Veranstaltungen in der Schulbibliothek[15][16]

## Schulleitung
- Walter Baier (2003–2024)[17]
- Alexandra Eberhardt (seit 2024)[18]

## Einschränkungen des Sportunterrichts
Ab Dezember 2015 wurden in der Sporthalle der Schule bis zu 200 Flüchtlinge vorwiegend aus Syrien untergebracht. Seit März 2022 befindet sich dort als Folge des Russisch-Ukrainischen Krieges in der Sporthalle der Schule erneut eine Flüchtlingsunterkunft. Aufgrund der Verzögerungen beim Bau einer Erstaufnahmeeinrichtung ist eine Nutzung durch die Schule aktuell (Stand 2025) nicht möglich.

## Bekannte Schüler
- Benjamin Mazatis (* 1998), Automobilrennfahrer